# Römische Hyperboreer

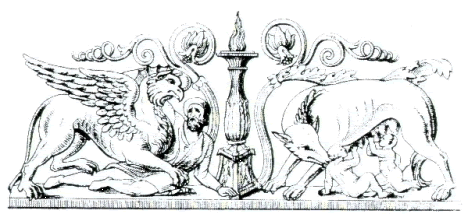
Emblem der Römischen Hyperboreer von Otto Magnus von Stackelberg

Die Römischen Hyperboreer waren ein Freundeskreis archäologisch interessierter Personen deutscher Herkunft in der Mitte der 1820er Jahre in Rom.

## Vorgeschichte
Die Römischen Hyperboreer standen in der Tradition der künstlerisch-wissenschaftlichen Salons, die Seit Beginn des 19. Jahrhunderts in Rom nicht selten um ausländische Künstler, Gelehrte und Staatsmänner entstanden. Der erste bedeutende Salon, in dessen direkter Tradition die Hyperboreer standen, war der von Wilhelm von Humboldt, der seit 1802 preußischer Gesandter beim Heiligen Stuhl war. Um ihn sammelten sich vor allem nicht-italienische Schriftsteller wie August Wilhelm Schlegel, Madame de Staël, Ludwig Tieck und Friederike Brun, Künstler wie Karl Friedrich Schinkel, Christian Daniel Rauch, Bertel Thorvaldsen, Franz und Johannes Riepenhausen, sowie Reisende und Wissenschaftler wie Carl Ludwig Fernow, Nicholas Revett, Johan David Åkerblad und Edward Dodwell. Hauslehrer bei Humboldts und damit Bestandteil des Kreises war auch Friedrich Gottlieb Welcker, der mit Humboldt Rom im Jahr 1807 wieder verließ. Unter dem Einfluss des Humboldt’schen Kreises bildeten sich neue Zusammenschlüsse.
Von besonderer Bedeutung für die weitere Entwicklung war das Jahr 1816, als der livländische Künstler und Forschungsreisende Otto Magnus von Stackelberg nach Rom kam. In seiner Begleitung war der Landschaftsmaler Jakob Linckh. Beide kamen in Kontakt mit dem hannoveraner Diplomaten August Kestner. Alle interessierten sich für die antike Kunst und Kultur. Sie bildeten den Mittelpunkt eines neuen Salons, zu dem Bartolomeo Borghesi und Peter Oluf Brøndsted, aber auch andere europäische Archäologen und Kunsthistoriker gehörten.
Ein zweiter von Deutschen geprägter Salon war der von Humboldts Nachfolger als Gesandter Preußens, Barthold Georg Niebuhr, dessen Mittelpunkt neben dem Gastgeber dessen junger Mitarbeiter Christian Karl Josias von Bunsen war. Gemeinsam mit dem Maler Ernst Plattner plante man die Herausgabe einer „Beschreibung der Stadt Rom“. 1822 stieß Eduard Gerhard zu diesem Kreis. Schon ein Jahr später stellte er sein Können unter Beweis, als er die Basilica Iulia auf dem Forum Romanum identifizierte. Schnell gehörte er zum inneren Kreis, vor allem, als noch 1823 Niebuhr nach Berlin zurückging und die Publikation der Beschreibung Roms neu geordnet werden musste. Ihm wurden die antiken Bildwerke im Vatikan zugewiesen. 1824 stieß Theodor Panofka zum Kreis.

## Die Römischen Hyperboreer
Schnell bildete sich aus beiden Salons ein innerer Zirkel von vier Personen: Stackelberg, Kestner, Gerhard und Panofka. Sie bildeten nun einen eigenen Kreis und trafen sich regelmäßig in Kestners Haus. Dort hielten sie Lesungen ab und studierten gemeinsam. Nach dem mythischen Volk nannten sie sich selbst schwärmerisch die Römischen Hyperboreer. Stackelberg entwarf sogar ein eigenes Emblem für die Gruppe: links von einem zentral angeordneten apollinischen Kandelaber bezwingt der Greif des Gottes Apollon einen räuberischen Arimaspen. Der Greif bewacht im hohen Norden die Schätze der Hyperboreer. Das Motiv übernahm Stackelberg von einem Campanarelief. Rechts des Kandelabers wird die Kapitolinische Wölfin mit den Zwillingen Romulus und Remus in typischer Manier gezeigt. Beide Fabelwesen stehen mit dem Kopf in Richtung des zentralen Kandelabers. 1825 verfasste Gerhard ein Gedicht auf den Freundeskreis. Sowohl die Vignette als auch das Gedicht wurden seiner Schrift Venere Proserpina vorangestellt, die er auch den Hyperboreern widmete: Al Diletto e Venerato Ceto della Società Iperboreo-Romana. Auch weitere Schriften wurden in den folgenden Jahren aus dem Kreis heraus veröffentlicht, ohne direkt Bezug auf die Gruppe zu nehmen.

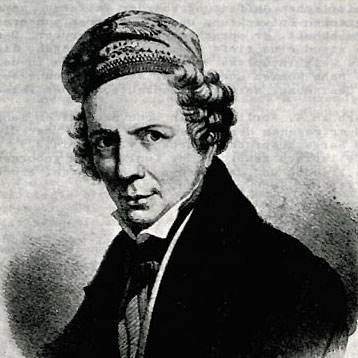
Otto Magnus von Stackelberg; Zeitgenössisches Porträt von Carl Christian Vogel von Vogelstein
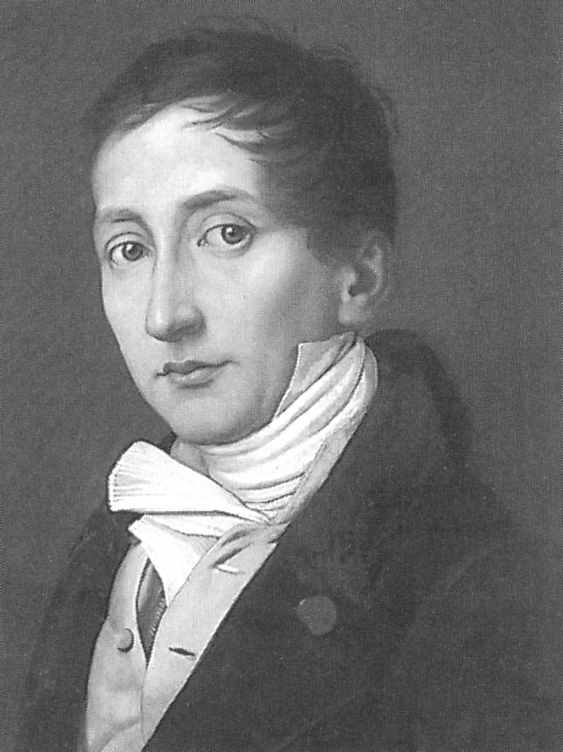
August Kestner um 1810
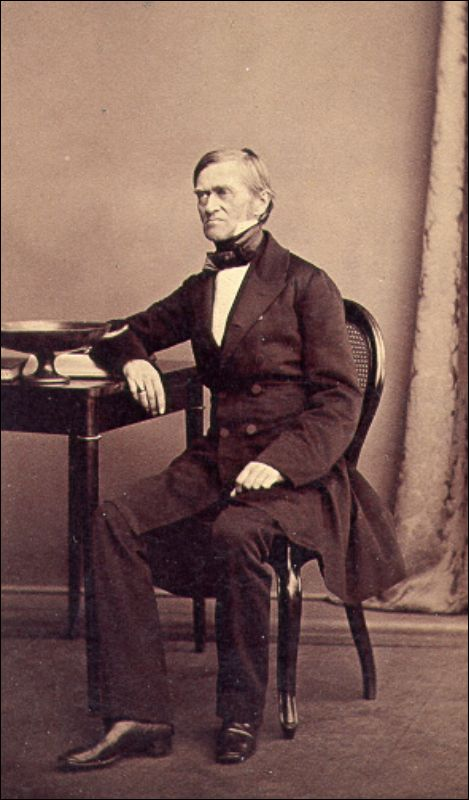
Eduard Gerhard in den 1860er Jahren
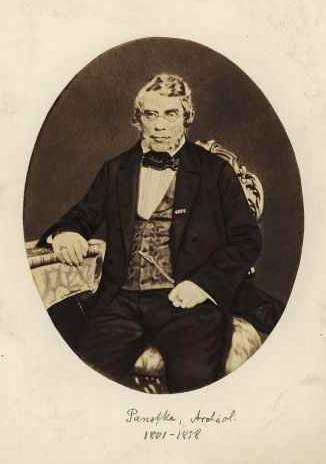
Theodor Panofka
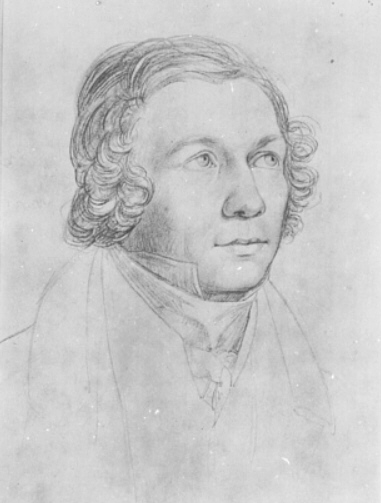
Christian Karl Josias von Bunsen, ein enger Mitarbeiter und Freund des Kreises

Gerhard und Panofka versuchten weiter am ursprünglichen Plan der Beschreibung der antiken Kunstwerke in Rom festzuhalten. Doch konnte trotz der Zusage vieler namhafter Wissenschaftler dieses Ansinnen zunächst nicht zu Ende gebracht werden. 1827 unternahmen die vier Freunde eine gemeinsame Forschungsreise nach Corneto, wo sie die gerade entdeckten Gräber des antiken Tarquinias untersuchten und die Wandmalereien in Originalgröße kopierten. Da viele dieser Malereien heute verschwunden sind, sind die Kopien der Hyperboreer für die Forschung von kaum zu ermessender Bedeutung. Sie werden heute in der Abteilung Rom des Deutschen Archäologischen Instituts verwahrt. Obwohl die Zeit sehr produktiv war und viele Einzelstudien, aber auch gemeinsame Forschungen verwirklicht werden konnten, scheiterte Gerhard mit der Vorstellung der gemeinsamen, organisierten Gesellschaft. Während Panofka durch Bekanntschaften mit dem Duc de Luynes und dem Duc de Blacas die finanziellen Rückhalte der Gemeinschaft sichern und neue Impulse einholen konnte, zerbrach dadurch auch der Freundeskreis. Panofka ging als Hauslehrer mit dem Duc de Blacas nach Neapel und später nach Paris, Stackelberg verließ Rom.

## Nachwirkungen
Nach dem letztlichen Scheitern des losen Zusammenschlusses der Hyperboreer wurde Gerhard sich dessen bewusst, dass in Zukunft einzig eine internationale Gesellschaft dem Ziel der Sammlung und Publikation der antiken Kunstwerke dieses Ziel schaffen konnte. Trotz einiger Zweifel selbst seiner Freunde trieb er dieses Ziel weiter voran. Mit Kronprinz Friedrich Wilhelm als Schutzpatron und der Unterstützung Bunsens – der erster Generalsekretär wurde –, de Blacas – der erster Präsident wurde – sowie Kestners, Carlo Feas und Thorwaldsens arbeitete er 1828 die Grundzüge einer Organisation aus, die ein Jahr später als Istituto di corrispondenza archeologica gegründet wurde: das spätere Deutsche Archäologische Institut (DAI).
Die Römischen Hyperboreer waren somit einer der direkten Vorgänger des Deutschen Archäologischen Instituts. Der Hyperboräische Greif Stackelbergs wurde in einer Abwandlung zum Symbol des DAI und ist es bis heute in einer modernisierten Form. 1833 erschienen mit den Hyberboräisch-Römischen Studien die letzten Forschungsergebnisse, die im Rahmen der Gesellschaft zustande kamen.